# Chip Lang
Robert David Lang (né le 21 août 1952 à Pittsburgh, Pennsylvanie, États-Unis) est un lanceur droitier de baseball ayant joué dans les Ligues majeures en 1975 et 1976 avec les Expos de Montréal.

## Carrière
Chip Lang est un choix de deuxième ronde des Expos de Montréal en 1970. Au cours du parcours qui le mène aux Ligues majeures, il évolue dans les ligues mineures pour les Expos de la Gulf Coast League, les Expos de West Palm Beach (Florida State League), les Carnavals de Québec (Ligue Eastern), et les Blues de Memphis (Ligue internationale). Il fait ses débuts dans le baseball majeur avec Montréal le 8 septembre 1975 comme lanceur partant opposé aux Mets de New York au Stade olympique. Après cette unique match en 1975, il effectue 29 présences pour les Expos en 1976, dont 27 comme lanceur de relève, et il maintient une moyenne de points mérités de 4,19 en 62 manches et un tiers lancées. Il remporte sa première et unique victoire au niveau majeur à son premier match de l'année le 23 mai contre les Mets et encaisse trois défaites. Il quitte l'organisation des Expos après une saison 1977 partagée entre les Métros de Québec de la Ligue Eastern et les Bears de Denver de l'Association américaine.
Chip Lang a joué 30 parties dans la Ligue majeure, toutes avec Montréal. Sa fiche est d'une victoire et trois défaites avec une moyenne de points mérités de 4,36 et 32 retraits sur des prises en 64 manches lancées.
Il est le beau-frère de Tom Walker, qui l'a précédé chez les Expos en jouant pour Montréal de 1972 à 1974, et l'oncle du joueur de baseball professionnel Neil Walker.